# Milan Doleček (remero, 1957)
Milan Doleček (30 de noviembre de 1957) es un deportista checoslovaco que compitió en remo. Es padre del también remero Milan Doleček jr.
Ganó una medalla de bronce en el Campeonato Mundial de Remo de 1982, en la prueba de dos con timonel.

## Palmarés internacional
| Campeonato Mundial | Campeonato Mundial | Campeonato Mundial | Campeonato Mundial |
| Año                | Lugar              | Medalla            | Prueba             |
| ------------------ | ------------------ | ------------------ | ------------------ |
| 1982               | Lucerna (Suiza)    | Medalla de bronce  | Dos con timonel    |